# Frères de la Sainte Famille de Belley
Les frères de la Sainte Famille de Belley (en latin : Institutum Fratrum a Sancta Familia de Bellicio) sont une congrégation laïque masculine de droit pontifical consacrée à l'éducation de la jeunesse.

## Historique
La congrégation est fondée en 1835 à Belmont-Luthézieu dans l'Ain par le vénérable Gabriel Taborin (1799-1864) avec l'aide de Mgr Devie, évêque de Belley. Gabriel Taborin désirait fonder une congrégation tournée vers l'éducation chrétienne et l'enseignement des garçons des campagnes du diocèse, où la pratique religieuse s'était effondrée depuis la révolution française.
Cette œuvre jouit dès l'origine du soutien de Jean-Marie Vianney, le saint curé d'Ars, qui ouvre ses écoles paroissiales aux membres de la congrégation et se fait le directeur spirituel de leurs nombreuses vocations. Elle est approuvée par le Saint-Siège, le 28 août 1841, et ses constitutions, définitivement en 1936.

### En France
La congrégation comptait environ deux cents écoles en France à la fin du XIXe siècle, mais la congrégation est expulsée de France en 1901 et en 1903, par les lois anti-catholiques de la IIIe République. Elle se replie en Italie et en Argentine (1908). Elle revient néanmoins dans les années 1920 et crée une province de France en 1959. Cependant la chute des vocations à partir des années 1970 l'oblige à fermer la plupart de ses établissements en France. Aujourd'hui, elle est présente à Belley, où elle administre une maison de retraite pour les personnes âgées et participe aux activités pastorales du diocèse; à Ars, où elle anime le sanctuaire du curé d'Ars ; à Tessy[Où ?], où elle anime la pastorale paroissiale ; à Dagneux où elle assume la tutelle de l'Institution Saint-Louis (maternelle, école et collège) depuis 1899, à Lyon, où elle assume la tutelle de l'ensemble scolaire Charles-de-Foucauld (école, collège, lycée, fondé en 1954), et à Annecy, où elle participe à l'enseignement du catéchisme et à des missions sociales.

## Activité et diffusion
La congrégation se voue principalement à l'éducation et à l'instruction chrétienne des classes primaires et secondaires, et se met au service des églises paroissiales. La plupart de ses vocations proviennent désormais d'Afrique et d'Amérique latine, avec un bon démarrage en Inde.
Elle est aujourd'hui active :
- en France ;
- en Espagne, depuis 1909, avec six établissements d'enseignement primaire et secondaire, deux scolasticats et un noviciat ;
- en Italie, depuis 1903, avec aujourd'hui deux établissements scolaires et une maison de formation ;
- au Bénin, depuis 2008, avec aujourd'hui une maison d'enseignement et de promotion vocationnelle ;
- au Burkina Faso, depuis la fusion en 1959 de la congrégation de la Sainte Famille de Ouagadougou, fondée en 1945, avec aujourd'hui un juvénat, un scolasticat, un noviciat, un atelier professionnel, quatre collèges, une maison de formation, deux écoles normales de catéchistes, deux centres de formation professionnelle, un lycée agricole, etc. ;
- en Argentine, depuis 1908, avec cinq établissements scolaires, un scolasticat et une maison missionnaire ;
- au Brésil, depuis 1964, avec trois établissements scolaires, deux juvénats et deux scolasticats, un noviciat et une maison missionnaire ;
- en Colombie, depuis 2006, avec une maison d'animation vocationnelle ;
- en Équateur, depuis 1977, avec deux établissements scolaires et deux maisons de formation ;
- au Mexique, depuis 1987, avec un établissement scolaire et une maison de formation ;
- en Uruguay, depuis 1899, avec cinq établissements scolaires, une résidence universitaire, une maison de retraite, etc. ;
- en Asie, elle est présente aux Philippines (avec une école technique) et en Inde (depuis 2003, avec une maison vocationnelle à Madurai). Il y a un projet de mission depuis 2011 en Indonésie.

Sa maison principale est à Rome. La congrégation de la Sainte Famille de Belley comptait, selon l'Annuaire pontifical de 2007, 315 membres (dont cinq prêtres) dans 64 maisons, regroupés en six provinces.
Son supérieur général est depuis 2007 le Frère Juan Andrés Martos Moro, assisté de quatre conseillers.